# Crail
Crail är en ort i Storbritannien.   Den ligger i kommunen Fife och riksdelen Skottland, i den norra delen av landet, 500 km norr om huvudstaden London. Crail ligger 33 meter över havet och antalet invånare är 1 695.
Terrängen runt Crail är platt. Havet är nära Crail österut.  Närmaste större samhälle är St Andrews, 13,7 km nordväst om Crail. 